# Stanisław Stiepaszkin
Stanisław Iwanowicz Stiepaszkin, ros. Станислав Иванович Степашкин (ur. 1 września 1940 w Moskwie, zm. 4 września 2013 tamże) – radziecki, bokser kategorii piórkowej, złoty medalista letnich igrzysk olimpijskich w Tokio. W 1963 roku na mistrzostwach Europy w Moskwie zdobył złoty medal. W 1965 roku na mistrzostwach Europy w Berlinie obronił tytuł mistrza Europy. Pochowany na Cmentarzu Wostriakowskim w Moskwie.